# Grevillea miniata
Espèce
Classification phylogénétique
Grevillea miniata est une espèce d'arbuste de la famille des Proteaceae endémique dans le nord de l'Australie-Occidentale. Il peut mesurer de 1,8 à 5 mètres de hauteur et produit des fleurs vertes, jaunes ou rouges entre avril et août dans son aire naturelle. Les feuilles, longues de 30 à 70 mm rappellent celle du houx.